# Versicherungsaufsichtsgesetz (Deutschland)
Das Versicherungsaufsichtsgesetz (VAG) regelt die staatliche Beaufsichtigung der in Deutschland tätigen Versicherer und Pensionsfonds. Jeder Marktteilnehmer, der Versicherungsgeschäfte oder Pensionsfondsgeschäfte betreibt, hat staatliche Vorgaben, die der Aufnahme und der Fortführung des Geschäftsbetriebs dienen, zu berücksichtigen. Insbesondere sind Vorschriften zur Sicherung der dauernden Erfüllbarkeit der Verträge und des Schutzes der Kunden von Bedeutung. Das Aufsichtsgesetz regelt zudem Angelegenheiten von Versicherungsvereinen auf Gegenseitigkeit, ausländischen Niederlassungen und Beteiligungen. Es gilt nicht für Sozialversicherungsunternehmen. Die Aufsicht obliegt der Bundesanstalt für Finanzdienstleistungsaufsicht (BaFin). Diese wurde am 1. Mai 2002 gegründet und besteht aus der Aufsicht für Versicherungen, Banken und Wertpapieremittenten. Einzelne Versicherer unterliegen der landesrechtlichen Aufsicht unmittelbar.

## Grundlagen der staatlichen Versicherungsaufsicht
Der Staat übt die Beaufsichtigung und Regulierung der Wirtschaft aufgrund der ihm gesetzlich übertragenen sozialen Verantwortung aus. Dazu zählt insbesondere die Versicherungswirtschaft, da sie der wirtschaftlichen Sicherheit des einzelnen Bürgers von besonderer Bedeutung ist und aufgrund ihrer Komplexität ein besonderes Schutzbedürfnis herausfordert. Die Vielzahl gleichartiger Risiken wird zu Kollektiven zusammengefasst und im Rahmen der Kollektive werden diese Risiken ausgeglichen. Eine Versicherung kann daher nicht auf Basis des einzelnen Versicherungsvertrages behandelt werden. Vielmehr müssen die Belange aller Kunden gemeinschaftlich betrachtet werden. Zur Sicherung des Risikoausgleichs im Kollektiv sind über das Vertragsrecht hinausgehende, den ganzen Bestand der Versicherungsverträge gemeinsam betreffende Eingriffsmöglichkeiten des Staates erforderlich.
Aus diesem Grund haben die meisten Staaten eine staatliche Regulierung des Versicherungswesens eingeführt, die direkt durch den Versicherer und Gesetze überwacht werden.
In der Europäischen Gemeinschaft (EG) ist 1994 ein Binnenmarkt für Versicherungsdienstleistungen eingeführt worden. Versicherungsprodukte sollen freizügig von einem in einem Mitgliedstaat zugelassenen Versicherer in allen Mitgliedstaaten und weitergehend auch im Rahmen des EWR angeboten werden dürfen. Seitdem ist die staatliche Regulierung in der EG durch Europäisches Recht bestimmt. Das VAG setzt weitestgehend, bestimmte Wahlrechte ausübend, nur noch Europäisches Recht um.

## Geschichte
Entsprechend der im vorigen Abschnitt dargestellten besonderen Stellung der Versicherungswirtschaft in der allgemeinen Volkswirtschaft – einerseits in der wirtschaftlich-finanziellen Absicherung der Versicherten, andererseits insbesondere in der Lebens-, Pensions- und Krankenversicherung als „Kapitalsammelbecken“ und auf dieser Basis Investor – wurde rund um das Jahr 1900 ein Gesetz zur Beaufsichtigung von Versicherungsunternehmen erarbeitet, das am 12. Mai 1901 unter dem Namen Gesetz über die privaten Versicherungsunternehmungen im Reichsgesetzblatt veröffentlicht wurde. Gegenstand der gesetzlichen Regelungen waren seinerzeit nur private Versicherungsunternehmen mit länderübergreifender Tätigkeit. Öffentliche Versicherungsunternehmen sowie nur in einzelnen Ländern tätige Versicherungsunternehmen unterlagen der Aufsicht der Landesbehörden. Da der Tag des Inkrafttretens des Gesetzes der Bestimmung durch kaiserliche Verordnung vorbehalten war und diese erst am 24. November 1901 erging, hatten gemäß Regelungen des damaligen § 125 das Kaiserliche Aufsichtsamt für Privatversicherung sowie die jeweiligen aufsichtsführenden Landesbehörden bereits am 1. Juli 1901 ihre Tätigkeit aufgenommen, das Gesetz in seiner Gesamtwirkung trat jedoch erst zum 1. Januar 1902 in Kraft.
In den folgenden Jahren wurde das Gesetz immer wieder modifiziert. Dabei wurden beispielsweise 1912 die Hilfskassen den Aufsichtsbehörden unterstellt, 1917 die Hypothekenschutzbanken jedoch von der Aufsicht befreit. Im Zuge der Hyperinflation gab es diverse Anpassungen.
Einen maßgeblichen Einschnitt gab es in der Folge des FAVAG-Skandals 1929, als die Frankfurter Allgemeine Versicherung zusammengebrochen war und nur durch Übernahme durch das Fusionsunternehmen Allianz und Stuttgarter Verein (ab 1940: Allianz) Versicherungsverhältnisse gerettet werden konnten. Das Gesetz über die privaten Versicherungsunternehmungen wurde dabei umgestaltet und erweitert durch das am 30. März 1931 erlassene Gesetz zur Änderung des Versicherungsaufsichtsgesetzes, dabei erfolgte auch die Umbenennung in Versicherungsaufsichtsgesetz. Eine deutliche Erweiterung des VAG stellten die Einführung einer jährlichen und verpflichtenden externen Revision, die Einführung eines Treuhänders für den Deckungsstock sowie die Ausdehnung der Aufsicht auf die privaten Bausparkassen sowie die Autoversicherung dar, zudem wurden Offenlegungspflichten gegenüber der Aufsicht sowie im Rahmen der Jahresabschlussveröffentlichungen erweitert und die Rechte der Aufsichtsbehörden sowie die Rechte sowohl der Angestellten als auch der Versicherungsnehmer bei Bestandsübertragungen gestärkt.
Die Weltwirtschaftskrise sowie mehrere Maßnahmen im NS-Staat veränderten das VAG in den Folgejahren erneut, insbesondere durch die Einführung der Kraftfahrzeugpflichtversicherung 1939 sowie die Zentralisierungsbestrebungen, die durch die Verordnung über die Durchführung der Verordnung zur Vereinheitlichung der
Versicherungsaufsicht vom 22. Juni 1943 zur Übertragung der Aufsicht über alle privaten Versicherungsunternehmen und der Fachaufsicht über die öffentlichen Versicherungsanstalten auf das Reichsaufsichtsamt führte.
Auch nach dem Zweiten Weltkrieg gab es immer wieder kleinere und größere Änderungen am VAG. Durch die Novellierung des Aktiengesetzes 1965 gab es einige Änderungen an den Anforderungen an die Unternehmen in Abhängigkeit der zugrundeliegenden Rechtsform, zudem wurden diverse seinerzeit noch vor allem aufsichtsrechtlich vorgegebene Rechnungslegungsvorschriften für Versicherungsunternehmen angepasst. Das Gesetz über Bausparkassen vom 16. November 1972 führte zu einer Neuregelung des formellen und materiellen Rechts der Bausparkassen, die als Folge der Aufsicht des Bundesaufsichtsamtes für das Kreditwesen unterstellt wurden. Daher änderte sich die Bezeichnung der Aufsichtsbehörde in Bundesaufsichtsamt für das Versicherungswesen.
Weitere Änderungen des VAG ergaben sich in den folgenden Jahren insbesondere aus der Harmonisierung des EU-Rechts. Dabei erfolgte 1994 eine deutliche Zäsur: Hatte bis dato das Aufsichtsrecht unter der Prämisse der materiellen Staatsaufsicht gestanden, bei der Bedingungen und Tarife sowie deren Änderungen unter dem Genehmigungsvorbehalt der Aufsichtsbehörde standen, wurde in der Folge die Aufsicht dereguliert. 2016 wurde im Zuge der weitergehenden Harmonisierung der europäischen Aufsichtspraxis Solvabilität II eingeführt, zwischenzeitlich war die Versicherungsaufsicht 2002 in die BaFin als zuständiger Behörde überführt worden.

## Inhalt des VAG

### Aufsichtspflichtige Unternehmen
Das VAG bestimmt, dass jedes Unternehmen, das Versicherungsgeschäfte betreibt, dem VAG unterliegt, einschließlich der Unternehmen, die Beteiligungen an Versicherern halten (§ 1 VAG). Die Aufsichtsbehörde bestimmt, welche Geschäfte als Versicherungsgeschäfte gelten (§ 4 VAG). Bis auf bestimmte Ausnahmen dürfen nur solche beaufsichtigten Unternehmen eine den Begriff „Versicherung“ enthaltende Firma führen (§ 6 Abs. 1 VAG). Literatur und Rechtsprechung setzen für ein Versicherungsgeschäft im Sinne dieses Gesetzes die folgenden Tatbestandsmerkmale voraus: 1. Entgeltlichkeit (Prämienanspruch des Versicherers), 2. Risikoübernahme, 3. Leistungsanspruch des Versicherungsnehmers im Versicherungsfall, 4. Gleichartigkeit der versicherten Gefahren (Voraussetzung für einen Risikoausgleich), 5. Planmäßigkeit (Kalkulierbarkeit des Risikos durch hohe Zahl von Fällen), 6. Selbstständigkeit des Versprechens (keine Abhängigkeit von einem anderen Vertrag, wie z. B. der Garantieübernahme bei einem Kaufvertrag). Mangels Selbstständigkeit des Versprechens ist die bloße Übernahme einer Wartungsgarantie für Videogeräte kein Versicherungsgeschäft. Prozessfinanzierer übernehmen zwar ein Risiko, fallen aber dennoch nicht unter den Versichererbegriff, weil das Risiko gemeinsamer Forderungsdurchsetzung kein Versicherungsgeschäft ist. Bei einem Hausmeisterdienst, der die Schneeräumung unabhängig davon ob es schneien wird oder nicht gegen eine Pauschalzahlung garantiert, ist ebenfalls nicht von einem Versicherungsgeschäft auszugehen, da es an einer Planmäßigkeit mangelt (wenn es schneit, sind alle Kunden seines Einsatzbereichs betroffen).

### Erlaubnis zum Geschäftsbetrieb
Um Versicherungsgeschäfte betreiben zu dürfen, muss ein Unternehmen im Vorfeld die Erlaubnis der Aufsichtsbehörde einholen (§ 8 VAG). Da ein Versicherungsunternehmen keine andere Geschäftstätigkeit („versicherungsfremde Geschäfte“) durchführen darf (§ 15 VAG), muss diese Genehmigung schon zum Zeitpunkt seiner Gründung eingeholt werden. Die Aufsichtsbehörde ist umfassend über die beabsichtigte Geschäftstätigkeit, die finanzielle Ausstattung und die zukünftigen Geschäftsleiter zu informieren, da ansonsten eine Betriebserlaubnis zu versagen ist. Dazu wird der Geschäftsplan des in Gründung befindlichen Unternehmens eingereicht.
Lebens- und Krankenversicherungsunternehmen dürfen nur im Rahmen ihrer Geschäftsfelder tätig werden (so genannte „Spartentrennung“ nach § 8 Abs. 4 Satz 2 VAG). Um die Unabhängigkeit der Regulierung von Versicherungsfällen zu sichern, dürfen Rechtsschutzversicherungsunternehmen nur dann auch andere Versicherungszweige anbieten, wenn sie die Regulierung auf ein anderes Unternehmen ausgliedern (§ 164 Abs. 2 VAG). Daher sind Rechtsschutzversicherer zumeist Spezialunternehmen, die keine anderen Versicherungen anbieten.

### Allgemeine Regeln für den Geschäftsbetrieb
Das VAG bestimmt den geforderten Mindestumfang eines Versicherungsvertrages nach europäischem Recht. Auch die Gestaltung von Anträgen und Verbraucherinformationen werden vorgegeben.
Im Bereich der Lebens- und Krankenversicherung gibt es Mindestvorschriften zur Vereinbarung der Höhe der Beiträge. Der Bürger kann bei derartigen, häufig über Jahrzehnte laufenden Verträgen, nicht beurteilen, ob ein zugestandener Beitrag zur Bewirkung der versprochenen Leistungen hinreicht. Zur Verhinderung eines ruinösen Preiswettbewerbs beaufsichtigt der Staat die Beitragsvereinbarungen. Jeder Lebens- und Krankenversicherer hat zudem einen verantwortlichen Aktuar zu bestellen, der die Einhaltung der kalkulatorischen Regeln im täglichen Geschäftsbetrieb überwacht, da eine Aufsichtsbehörde die notwendige dauerhafte Innen-Kontrolle des jeweiligen Unternehmens nicht allein gewährleisten kann.
Das VAG bestimmt umfassende Regelungen für die Krankenversicherung, soweit sie als Ersatz für die gesetzliche Krankenversicherung eingesetzt wird („substitutive Krankenversicherung“). Betroffen sind insbesondere die Beitragsanpassung und die Überschussbeteiligung.
Versicherer müssen jede Änderung des bei der Gründung vorgelegten Geschäftsplans der Aufsicht zur Genehmigung vorlegen. Bei vor 1994 abgeschlossenen Verträgen zählen auch die Details der Vertragsausgestaltung zum Geschäftsplan. Damit musste früher für jede Produktveränderung eine Genehmigung eingeholt werden. Seit 1994 sind die Versicherer, bis auf explizit im VAG geregelte Einzelheiten, in der Gestaltung ihrer Produkte frei und benötigen keine Vorabgenehmigung mehr. Wesentliche Änderungen des Geschäftsbetriebs, z. B. der Wechsel von Geschäftsleitern oder des Verantwortlichen Aktuars, sind mit der Aufsichtsbehörde abzustimmen.
Auch das von einem deutschen Versicherer im Ausland getätigte Versicherungsgeschäft unterliegt der Aufsicht, gleich ob dies über eine Niederlassung oder direkt betrieben wird.
Da das Versicherungsgeschäft in großen Kollektiven getätigt wird, ist es aufgrund des Zustimmungserfordernisses der einzelnen Versicherten gemäß § 415 BGB  praktisch nicht möglich, die Verträge durch Einzelvereinbarung mit den einzelnen Versicherungsnehmern auf einen anderen Versicherer zu übertragen. Andererseits ist eine Übertragung der Bestände von Versicherungsverträgen auf einen anderen Versicherer im Hinblick auf die oft langen Vertragslaufzeiten jedoch erforderlich. Daher gibt es über § 13 Absatz 5, 2. Halbsatz VAG eine vom vertragsrechtlichen Erfordernis nach § 415 BGB abweichende Möglichkeit der „Bestandsübertragung“ ohne Zustimmung des einzelnen Versicherungsnehmers. Benötigt wird zur Wahrung der Belange der Versicherungsnehmer allerdings die Zustimmung der Aufsichtsbehörde.

### Versicherungsvereine auf Gegenseitigkeit
Versicherer dürfen gemäß § 8 Abs. 2 VAG die Rechtsform einer Aktiengesellschaft aber auch die einer Körperschaft oder Anstalt des öffentlichen Rechts wählen. Eine Besonderheit stellt die nur für Versicherer geltende Rechtsform des Versicherungsvereins auf Gegenseitigkeit gemäß § 171 VAG dar. Das für diesen Rechtstyp nach Form und Anforderungsprofil nicht hinreichende Vereinsrecht wird durch Regelungen im VAG überwunden. Von besonderen vereinstypischen Ausgestaltungen abgesehen, werden vornehmlich die Regelungen für Aktiengesellschaften sinngemäß herangezogen.

### Geschäftsführung der Versicherungsunternehmen
Das VAG regelt die Grundsätze über die Kapitalausstattung der Versicherer. Nach einheitlichen europäischen Regelungen müssen Versicherer in bestimmtem Umfang über unbelastete Eigenmittel verfügen, die auch bei unerwarteten Verlusten sicherstellen, dass Verpflichtungen erfüllt werden können. Weitere Vorschriften stellen sicher, dass ein Versicherer nicht sein Vermögen ohne weiteres zu Lasten seiner Sicherheit schmälern kann. Insbesondere sind die Versicherer in der Anlage ihres Vermögens eingeschränkt. In Höhe der Verpflichtungen gegenüber den Kunden müssen Versicherer Vermögenswerte getrennt von ihrem übrigen Vermögen – im so genannten Sicherungsvermögen – unter Überwachung eines Treuhänders verwahren. Dieses Sicherungsvermögen ist im Insolvenzfall dem Zugriff anderer Gläubiger entzogen. Damit sind die Verpflichtungen des Versicherers auch im Insolvenzfall besonders abgesichert. Selbige sind in der Lebens- und Krankenversicherung für den Zweck der Eigenmittelbemessung und der Absicherung im Sicherungsvermögen besonders vorsichtig zu bewerten. Zur Bestimmung der Deckungsrückstellungen sieht das VAG auf Grund einer Ermächtigung durch das HGB besondere Regelungen vor.

### Beaufsichtigung der Versicherungsunternehmen
Die Beaufsichtigung der Versicherer obliegt der jeweils zuständigen Aufsichtsbehörde. Diese umfasst die Überwachung der Einhaltung rechtlicher Vorschriften und der finanziellen Situation der Versicherer. Die Belange der Kunden sollen gewahrt werden und die eingegangenen Verpflichtungen sollen dauerhaft erfüllbar sein. Die Vorschriften dienen dabei nicht dem Schutz persönlicher Kundenbelange, sondern dem des öffentlichen Interesses. Hierzu hat die Aufsichtsbehörde umfassende Eingriffsrechte. So kann sie Lebens- und Krankenversicherer zu einer angemessenen Überschussbeteiligung zwingen. Falls notwendig, kann sie die Geschäftsführung eines Versicherers durch einen Sonderbeauftragten ersetzen. Die Befugnis reicht sogar so weit, dass ein Versicherer bei nachweislicher Misswirtschaft abgewickelt werden kann.
Im Fall von finanziellen Schwierigkeiten übernimmt die Aufsichtsbehörde die wesentlichen Funktionen des Versicherers. Nur sie kann letztlich den Antrag auf Eröffnung eines Insolvenzverfahrens stellen. Vorher stehen ihr aber umfassende Möglichkeiten zur Problemlösung zur Verfügung, wie zeitweises Verbot von Leistungsauszahlungen oder Anspruchsbegrenzungen.
Die Versicherer können bei der Aufsicht im Rahmen des Versicherungsbeirats mitwirken. Zudem tragen sie die Kosten der Aufsicht.

### Auslegung und Inhaltskontrolle von Allgemeinen Versicherungsbedingungen
Allgemeine Versicherungsbedingungen müssen vor ihrer Verwendung seit der Liberalisierung des Versicherungswesens im Jahr 1994 grundsätzlich nicht mehr genehmigt werden. Sie können dennoch anlassbezogen von der Versicherungsaufsicht geprüft werden. Dabei geht die Rechtsauslegung einer Inhaltskontrolle vor. Maßgeblich ist dabei, wie ein durchschnittlicher Versicherungsnehmer ohne versicherungsrechtliche Spezialkenntnisse die jeweilige Klausel bei verständiger Würdigung, aufmerksamer Durchsicht und Berücksichtigung des erkennbaren Zusammenhangs verstehen muss. Grundsätzlich nicht kontrolliert wird der Hauptgegenstand des Versicherungsvertrages (Leistungskern, Prämienhöhe, Versicherungsleistung), es sei denn, es ist der Verdacht eines Wuchertatbestandes genährt. Preisnebenabreden, Prämienanpassungsklauseln und die Festlegung von Obliegenheiten des Versicherungsnehmers, kann die Versicherungsaufsicht jederzeit kontrollieren. Auch unangemessene Benachteiligungen des Versicherungsnehmers (§ 307 Abs. 1 S. 1 BGB) kann die Aufsicht abstellen lassen. Das Gebot die Klauseln nur klar und verständlich abzufassen (Transparenzgebot, § 307 Abs. 1 S. 2 BGB) gilt dabei nur so weit, wie es dem Versicherer möglich ist, die Bedingungen noch genau zu beschreiben.

### Andere Aufsichtsbereiche
Der Aufsicht unterliegen auch Inhaber bedeutender Beteiligungen an Versicherern, Versicherungsgruppen, Rückversicherer, Pensionskassen, Pensionsfonds und deutsche Niederlassungen ausländischer Versicherer.
Das VAG bestimmt die Bildung eines Sicherungsfonds, der die dauernde Erfüllbarkeit der von den Versicherern übernommenen Verpflichtungen sichern soll.
Das VAG bestimmt Strafen und Bußgelder für den Fall von Zuwiderhandlungen.